# Eczacıbaşı Spor Kulübü 2019-2020 (pallavolo femminile)
Questa voce raccoglie le informazioni riguardanti l'Eczacıbaşı Spor Kulübü nelle competizioni ufficiali della stagione 2019-2020.

## Organigramma societario
Area direttiva
- Presidente: Faruk Eczacıbaşı

Area tecnica
- Allenatore: Marco Aurelio Motta
- Allenatore in seconda: Alper Erdoğuş
- Assistente allenatore: Kaan İncekara
- Scoutman: Halil Demirkan

## Rosa
| N° | Nome              | Ruolo | Data di nascita   | Nazionalità sportiva |
| -- | ----------------- | ----- | ----------------- | -------------------- |
| 2  | Buse Kara         | S     | 30 agosto 1998    | Turchia              |
| 3  | Tijana Bošković   | O     | 8 marzo 1997      | Serbia               |
| 4  | Beyza Arıcı       | C     | 27 luglio 1995    | Turchia              |
| 5  | Simge Aköz        | L     | 23 aprile 1991    | Turchia              |
| 6  | Lauren Gibbemeyer | C     | 8 settembre 1988  | Stati Uniti          |
| 7  | Hande Baladın     | S     | 1º settembre 1997 | Turchia              |
| 8  | Yasemin Güveli    | C     | 5 gennaio 1999    | Turchia              |
| 9  | Merve Dalbeler    | L     | 27 giugno 1987    | Turchia              |
| 10 | Kim Yeon-koung    | S     | 26 febbraio 1988  | Corea del Sud        |
| 11 | Gamze Alikaya     | P     | 1º gennaio 1993   | Turchia              |
| 12 | Natália Pereira   | S     | 4 aprile 1989     | Brasile              |
| 13 | Carli Lloyd       | P     | 6 agosto 1989     | Stati Uniti          |
| 14 | Melis Durul       | O     | 21 ottobre 1993   | Turchia              |
| 15 | Ergül Avcı        | C     | 24 luglio 1987    | Turchia              |
| 16 | Saliha Şahin      | S     | 5 novembre 1998   | Turchia              |
| 17 | Sonja Newcombe    | S     | 7 marzo 1988      | Stati Uniti          |

## Statistiche

### Statistiche di squadra
| Competizione                 | Punti | In casa | In casa | In casa | In trasferta | In trasferta | In trasferta | Totale | Totale | Totale |
| Competizione                 | Punti | G       | V       | P       | G            | V            | P            | G      | V      | P      |
| ---------------------------- | ----- | ------- | ------- | ------- | ------------ | ------------ | ------------ | ------ | ------ | ------ |
| Sultanlar Ligi               | 57    | 11      | 10      | 1       | 11           | 10           | 1            | 22     | 20     | 2      |
| Coppa di Turchia             | -     | -       | -       | -       | -            | -            | -            | -      | -      | -      |
| Supercoppa turca             | -     | -       | -       | -       | -            | -            | -            | 1      | 1      | 0      |
| Champions League             | 15    | 3       | 3       | 0       | 3            | 3            | 0            | 6      | 6      | 0      |
| Campionato mondiale per club | 6     | -       | -       | -       | -            | -            | -            | 5      | 3      | 2      |
| Totale                       | -     | 14      | 13      | 1       | 14           | 13           | 1            | 34     | 30     | 4      |

G = partite giocate; V = partite vinte; P = partite perse

### Statistiche dei giocatori
| Giocatore     | Campionato | Campionato | Campionato | Campionato | Campionato | Coppa di Turchia | Coppa di Turchia | Coppa di Turchia | Coppa di Turchia | Coppa di Turchia | Supercoppa turca | Supercoppa turca | Supercoppa turca | Supercoppa turca | Supercoppa turca | Champions League | Champions League | Champions League | Champions League | Champions League | Campionato mondiale | Campionato mondiale | Campionato mondiale | Campionato mondiale | Campionato mondiale | Totale | Totale | Totale | Totale | Totale |
| Giocatore     | P          | PT         | AV         | MV         | BV         | P                | PT               | AV               | MV               | BV               | P                | PT               | AV               | MV               | BV               | P                | PT               | AV               | MV               | BV               | P                   | PT                  | AV                  | MV                  | BV                  | P      | PT     | AV     | MV     | BV     |
| ------------- | ---------- | ---------- | ---------- | ---------- | ---------- | ---------------- | ---------------- | ---------------- | ---------------- | ---------------- | ---------------- | ---------------- | ---------------- | ---------------- | ---------------- | ---------------- | ---------------- | ---------------- | ---------------- | ---------------- | ------------------- | ------------------- | ------------------- | ------------------- | ------------------- | ------ | ------ | ------ | ------ | ------ |
| S. Aköz       | 20         | 0          | 0          | 0          | 0          | -                | -                | -                | -                | -                | 1                | 0                | 0                | 0                | 0                | 6                | 0                | 0                | 0                | 0                | 5                   | 0                   | 0                   | 0                   | 0                   | 32     | 0      | 0      | 0      | 0      |
| G. Alikaya    | 17         | 37         | 13         | 17         | 7          | -                | -                | -                | -                | -                | 1                | 1                | 1                | 0                | 0                | 5                | 10               | 2                | 3                | 5                | 5                   | 1                   | 0                   | 1                   | 0                   | 28     | 49     | 16     | 21     | 12     |
| B. Arıcı      | 16         | 131        | 74         | 46         | 11         | -                | -                | -                | -                | -                | 0                | 0                | 0                | 0                | 0                | 4                | 14               | 6                | 6                | 2                | 2                   | 12                  | 6                   | 6                   | 0                   | 22     | 157    | 86     | 58     | 13     |
| E. Avcı       | 15         | 59         | 39         | 11         | 9          | -                | -                | -                | -                | -                | 1                | 8                | 4                | 3                | 1                | 3                | 5                | 5                | 0                | 0                | 0                   | 0                   | 0                   | 0                   | 0                   | 19     | 72     | 48     | 14     | 10     |
| H. Baladın    | 12         | 140        | 114        | 13         | 13         | -                | -                | -                | -                | -                | 1                | 4                | 2                | 0                | 2                | 6                | 39               | 35               | 3                | 1                | 4                   | 3                   | 3                   | 0                   | 0                   | 23     | 186    | 154    | 16     | 16     |
| T. Bošković   | 18         | 402        | 323        | 39         | 40         | -                | -                | -                | -                | -                | 1                | 27               | 23               | 3                | 1                | 6                | 124              | 104              | 11               | 9                | 5                   | 114                 | 91                  | 9                   | 14                  | 30     | 667    | 541    | 62     | 64     |
| M. Dalbeler   | 3          | 0          | 0          | 0          | 0          | -                | -                | -                | -                | -                | -                | -                | -                | -                | -                | 2                | 0                | 0                | 0                | 0                | -                   | -                   | -                   | -                   | -                   | 5      | 0      | 0      | 0      | 0      |
| M. Durul      | 14         | 62         | 52         | 4          | 6          | -                | -                | -                | -                | -                | 1                | 0                | 0                | 0                | 0                | 2                | 7                | 7                | 0                | 0                | 0                   | 0                   | 0                   | 0                   | 0                   | 17     | 69     | 59     | 4      | 6      |
| L. Gibbemeyer | 6          | 55         | 34         | 17         | 4          | -                | -                | -                | -                | -                | -                | -                | -                | -                | -                | 4                | 37               | 20               | 12               | 5                | 5                   | 31                  | 16                  | 10                  | 5                   | 15     | 123    | 70     | 39     | 14     |
| Y. Güveli     | 19         | 116        | 65         | 39         | 12         | -                | -                | -                | -                | -                | 1                | 5                | 4                | 1                | 0                | 6                | 38               | 14               | 22               | 2                | 5                   | 27                  | 16                  | 9                   | 2                   | 31     | 186    | 99     | 71     | 16     |
| B. Kara       | 10         | 4          | 2          | 1          | 1          | -                | -                | -                | -                | -                | 0                | 0                | 0                | 0                | 0                | 2                | 0                | 0                | 0                | 0                | 0                   | 0                   | 0                   | 0                   | 0                   | 12     | 4      | 2      | 1      | 1      |
| Kim Y.k.      | 7          | 99         | 81         | 9          | 9          | -                | -                | -                | -                | -                | 1                | 16               | 11               | 4                | 1                | 3                | 18               | 15               | 2                | 1                | 5                   | 72                  | 55                  | 8                   | 9                   | 16     | 205    | 162    | 23     | 20     |
| C. Lloyd      | 20         | 43         | 16         | 19         | 8          | -                | -                | -                | -                | -                | 1                | 1                | 0                | 1                | 0                | 6                | 15               | 7                | 4                | 4                | 5                   | 8                   | 5                   | 3                   | 0                   | 32     | 67     | 28     | 27     | 12     |
| S. Newcombe   | 8          | 26         | 23         | 3          | 0          | -                | -                | -                | -                | -                | -                | -                | -                | -                | -                | 2                | 8                | 5                | 3                | 0                | -                   | -                   | -                   | -                   | -                   | 10     | 34     | 28     | 6      | 0      |
| N. Pereira    | 17         | 209        | 171        | 26         | 12         | -                | -                | -                | -                | -                | 1                | 14               | 12               | 1                | 1                | 6                | 97               | 78               | 12               | 7                | 5                   | 72                  | 62                  | 8                   | 2                   | 29     | 392    | 323    | 47     | 22     |
| S. Şahin      | 10         | 46         | 33         | 8          | 5          | -                | -                | -                | -                | -                | 0                | 0                | 0                | 0                | 0                | 1                | 1                | 1                | 0                | 0                | 1                   | 0                   | 0                   | 0                   | 0                   | 12     | 47     | 34     | 8      | 5      |

P = presenze; PT = punti totali; AV = attacchi vincenti; MV = muri vincenti; BV = battute vincenti